# Molophilus spinulosus
Molophilus spinulosus är en tvåvingeart som beskrevs av Alexander 1979. Molophilus spinulosus ingår i släktet Molophilus och familjen småharkrankar. Inga underarter finns listade i Catalogue of Life.